# Ed Royce
Edward Randall Royce, detto Ed (Los Angeles, 12 ottobre 1951), è un politico statunitense, membro della Camera dei Rappresentanti per lo stato della California dal 1993 al 2019.

## Biografia
Nato a Los Angeles, dopo gli studi Royce entrò in politica con il Partito Repubblicano e nel 1982 venne eletto all'interno della legislatura statale della California.
Nel 1992 si candidò alla Camera dei Rappresentanti e riuscì ad essere eletto deputato, per poi essere riconfermato nelle dodici successive tornate elettorali, anche cambiando distretto congressuale. Nel 2018 annunciò la propria intenzione di ritirarsi a vita privata e lasciò il Congresso al termine del mandato, dopo ventisei anni di permanenza.
Ideologicamente Royce si configura come un conservatore, specialmente sui temi sociali.